# リメイン
合資会社リメインはかつて存在していたアダルトゲーム制作会社。埼玉県さいたま市に事務所を構えていた。ブランドに「Remain」「すたじおみりす」「Clear」「Cadath」「Lily-z」があった。すたじおみりすは2002年に離脱し有限会社オーバーの傘下に入った（その後2007年に活動停止）。

## 作品一覧
すたじおみりす作品は記事を参照

### Remain
- 2001年10月12日 Trois 〜トロワ〜
- 2003年5月30日 静寂は闇の調べ

### Clear
秋津環が統括していたブランドである。スタッフとユーザ間でやりとりができるIRCがあった。リリースの順番にC1など言われていた。
ゲーム作品
- 2000年2月25日 Moon Light 〜おもいでのはじまり〜(C1)
- 2001年3月16日 Wing&Wind (C2)
- 2002年2月1日 TALK to TALK (C3)
- 2003年1月24日 てのひらを、たいように (C4)
  - 2003年5月30日 てのひらを、たいようにAB
- 2003年7月25日 Moon Light Renewal～おもいでのはじまり～

サウンドトラック
- 2000年6月22日 recollection MoonLight Remix soundtrack
- 2002年5月22日 TALK to TALK オリジナル サウンドトラック(発売元:キングレコード株式会社)
- 2003年5月30日 てのひらを、たいように Original Soundtrack(てのひらを、たいようにAB 初回購入特典)
- 2003年5月30日 recollection Clapscrap Moon Light Remix(同上)

### Cadath
- 2000年12月15日 秘裂
- 2002年2月22日 奴令嬢
- 2003年1月31日 DA・パンツ!!

### Lily-z
- 2000年6月23日 グランドフィナーレ 〜Final Funfair in 7 days〜

## 主なスタッフ
原画
- KEG

シナリオ
- 秋津環
- さとぴぃ